# Daniela Rath
Daniela Mareen Rath (* 6. Mai 1977 in Willich) ist eine ehemalige deutsche Hochspringerin, die als Trainerin arbeitet.
Sie wurde mehrfach Deutsche Meisterin sowohl im Hallen-, als auch im Freiluft-Hochsprung, erreichte bei den Hallenweltmeisterschaften 2004 in Budapest den fünften Platz und gewann 2003 und 2004 den Europapokal. 2003 erreichte sie ihre Bestleistung von 2,00 m, womit sie zu den 50 weltbesten Hochspringerinnen gehörte.
1999 musste sie verletzungsbedingt eine dreijährige Pause einlegen. Seit Anfang 2007 war sie Mitglied beim Hamburger SV, wechselte aber zur Saison 2009 zum ASC Düsseldorf.
Die frühere Leverkusener Athletin wurde Ende 2009 Trainerin beim LAC Quelle Fürth, als Nachfolgerin von Stanyslaus Olczik. Neben ihrer Haupttätigkeit als Fitness- und Personaltrainerin legte die studierte Sportmanagerin und Mutter einer Tochter und eines Sohnes ihren Schwerpunkt zunächst auf den Leichtathletiknachwuchs.
Bei einer Körpergröße von 1,78 m lag ihr Wettkampfgewicht bei 65 kg.